# Zbigniew Brzezinski
Zbigniew Kazimierz Brzezinski (em polonês/polaco:  Zbigniew Kazimierz Brzeziński ['zbigɲev bʐɛ'ʑiɲski]; Varsóvia, Polônia, 28 de março de 1928 – Falls Church, Virgínia, 26 de maio de 2017) foi um cientista político, geopolítico e estadista americano, de origem polonesa. Brzezinski serviu como Conselheiro de Segurança Nacional dos Estados Unidos durante a presidência de Jimmy Carter, entre 1977 e 1981.
Conhecido por sua posição intervencionista ("hawkish") em política externa, em uma época na qual o Partido Democrata tendia de modo crescente ao isolacionismo ("dovish"), sua política externa realista é considerada por alguns como a resposta Democrata ao realismo de Henry Kissinger, do Partido Republicano. Ele foi um crítico da chamada Guerra ao Terror. Ele foi uma das pessoas que apoiaram o acordo nuclear com o Irã em 2015.

## Formulações Teóricas, Política Externa e Estratégia
Brzezinski é um dos poucos acadêmicos americanos que teve simultaneamente a oportunidade de produzir uma influente obra teórica e ao mesmo tempo atuar como formulador de política de Estado, enquanto Conselheiro de Segurança Nacional de Jimmy Carter. Nesta função foi uma espécie de "conselheiro do príncipe", quando aconselhava o presidente Carter a respeito de diversas crises políticas internacionais no decorrer do seu governo, como o desenrolar das guerras civis em Angola e Moçambique, a ascensão ao poder dos Sandinistas na Nicarágua (1979), o estabelecimento de um governo socialista no Afeganistão (1979),  a Revolução Iraniana (1979), o início da Guerra Irã-Iraque (1980-1988), a Segunda crise petrolífera (1979-1980), e o início da 2a Guerra Fria contra a União Soviética.
Na concepção de Brzezinski, vencer não significava mais a capacidade de derrotar militarmente um adversário, algo inviável na era nuclear. Mas sim, seria a capacidade de prevalecer contra um adversário em uma paciente luta de longo prazo.
Sua influência em diferentes processos de tomada de decisão são objeto de controvérsia, mas alguns analistas consideram que Brzezinski foi o "autor intelectual" da operação da CIA no Afeganistão para desestabilizar a URSS, que teria coordenado ou supervisionado pessoalmente junto com diretor da CIA, William Casey.
Partindo da lógica do cerco defensivo contra a URSS, ou política do "cordão sanitário", de Nicholas Spykman, Brzezinski defende uma nova estratégia, de cerco "ofensivo" contra a URSS. Isto consistia na ideia de envolver a União Soviética em um conflito interminável no Afeganistão, onde os EUA e os países muçulmanos aliados colocariam bilhões de dólares e toneladas de armas leves para armar os mujahidins, chamados pelos americanos de "guerreiros da liberdade" na luta contra o comunismo.
Pode-se afirmar também que Brzezinski teve grande influência na chamada "Doutrina Carter", de 1980. A Doutrina Carter pode ser sintetizada como a securitização e militarização estratégica do acesso americano ao petróleo do Oriente Médio. Incluiu declarações públicas do presidente Carter de que os EUA estariam dispostos a utilizar de quaisquer meios para defender seus interesses petrolíferos no Oriente Médio.
Ele serviu como conselheiro do presidente Lyndon B. Johnson de 1966 a 1968 e foi Conselheiro de Segurança Nacional do presidente Jimmy Carter de 1977 a 1981. Como estudioso, Brzezinski pertenceu à escola realista de relações internacionais, mantendo-se na tradição geopolítica de Halford Mackinder e Nicholas J. Spykman   enquanto elementos do idealismo liberal também foram identificados em sua perspectiva.  Brzezinski foi o principal organizador da Comissão Trilateral. 
Os principais eventos de política externa durante seu mandato incluíram a normalização das relações com a República Popular da China (e o rompimento dos laços com a República da China em Taiwan ); a assinatura do segundo Tratado de Limitação de Armas Estratégicas (SALT II) com a União Soviética ; a intermediação dos Acordos de Camp David entre o Egito e Israel; a derrubada de Mohammad Reza Pahlavi, amigo dos Estados Unidos, e o início da Revolução Iraniana; o incentivo dos Estados Unidos aos dissidentes na Europa Oriental e a defesa dos direitos humanos  a fim de minar a influência da União Soviética;  apoiando os mujahidin afegãos contra a República Democrática do Afeganistão apoiada pelos soviéticos e, em última análise, as tropas de ocupação soviéticas durante a Guerra Soviético-Afegã;  e a assinatura dos Tratados Torrijos-Carter renunciando ao controle americano do Canal do Panamá depois de 1999. 
As opiniões pessoais de Brzezinski foram descritas como "progressistas", "internacionais",  políticas liberais e "fortes anticomunistas ".  Ele era um defensor da contenção anti-soviética , de organizações de direitos humanos e de "cultivar um Ocidente forte".  Ele foi elogiado por sua capacidade de ver "o quadro geral". Os críticos o descreveram como radical ou um "linha dura da política externa" em algumas questões, como as relações Polônia-Rússia. 
Brzezinski atuou como professor Robert E. Osgood de Política Externa Americana na Escola de Estudos Internacionais Avançados da Universidade Johns Hopkins, acadêmico do Centro de Estudos Estratégicos e Internacionais e membro de vários conselhos e conselhos. Ele apareceu frequentemente como um especialista nos programas: da PBS The NewsHour com Jim Lehrer, ABC News ' This Week with Christiane Amanpour , e no MSNBC 's Morning Joe, onde sua filha, Mika Brzezinski é co-âncora. Ele era um defensor do Processo de Praga.  Seu filho mais velho,Ian é um especialista em política externa, e seu filho mais novo, Mark , é o atual embaixador dos Estados Unidos na Polônia e serviu anteriormente como embaixador dos Estados Unidos na Suécia de 2011 a 2015. 

## Anos iniciais
Zbigniew Brzezinski nasceu em Varsóvia, Polônia, em 28 de março de 1928  em uma família aristocrática católica romana  originalmente de Brzeżany, na Voivodina de Tarnopol (então parte da Polônia, atualmente na Ucrânia). A cidade de Brzeżany é considerada a fonte do nome da família. Os pais de Brzezinski eram Leonia (nascida Roman) Brzezińska e Tadeusz Brzeziński um diplomata polonês que foi enviado para a Alemanha de 1931 a 1935; Zbigniew Brzezinski passou alguns de seus primeiros anos testemunhando a ascensão dos nazistas.  De 1936 a 1938, Tadeusz Brzeziński foi enviado para a União Soviética durante o Grande Expurgo de Stalin,  e mais tarde foi elogiado por Israel por seu trabalho ajudando os judeus a escapar dos nazistas. 
Em 1938, Tadeusz Brzeziński foi enviado para Montreal como cônsul geral. A família Brzezinski morava perto do Consulado-Geral da Polônia, na Stanley Street.  Em 1939, o Pacto Molotov-Ribbentrop foi assinado pela Alemanha nazista e pela União Soviética; posteriormente as duas potências invadiram a Polônia. A Conferência de Yalta de 1945 entre os Aliados atribuiu a Polônia à esfera de influência soviética. A Segunda Guerra Mundial teve um efeito profundo em Brzezinski, que afirmou em uma entrevista: "A violência extraordinária que foi perpetrada contra a Polônia afetou minha percepção do mundo e me tornou muito mais sensível ao fato de que grande parte da política mundial é uma luta fundamental." 

## Universidade
Depois de frequentar o Loyola College em Montreal,  Brzezinski ingressou na Universidade de McGill em 1945 para obter seus diplomas de bacharel e mestre em artes (recebidos em 1949 e 1950, respectivamente). A sua tese de mestrado centrou-se nas várias nacionalidades da União Soviética.  O plano de Brzezinski de continuar seus estudos no Reino Unido em preparação para uma carreira diplomática no Canadá fracassou, principalmente porque ele foi considerado inelegível para uma bolsa de estudos que ganhou e que era aberta apenas a súditos britânicos. 
Brzezinski então frequentou a Universidade de Harvard para fazer um doutorado com Merle Fainsod, enfocando a União Soviética e a relação entre a Revolução de Outubro, o estado de Vladimir Lenin e as ações de Joseph Stalin. Ele recebeu seu Ph.D. em 1953; no mesmo ano, viajou para Munique e conheceu Jan Nowak-Jezioranski, chefe da mesa polonesa da Radio Free Europe. Mais tarde, ele colaborou com Carl J. Friedrich para desenvolver o conceito de totalitarismo como uma forma de caracterizar e criticar os soviéticos de forma mais precisa e poderosa em 1956. 
Brzezinski fez parte do corpo docente da Universidade de Harvard de 1953 a 1960 e da Universidade de Columbia de 1960 a 1972, onde chefiou o Instituto de Assuntos Comunistas. Ele foi professor pesquisador sênior de relações internacionais na Escola Paul H. Nitze de Estudos Internacionais Avançados da Universidade Johns Hopkins em Washington, DC. 
Como professor de Harvard, ele argumentou contra a política de retrocesso de Dwight Eisenhower e John Foster Dulles, dizendo que o antagonismo empurraria a Europa Oriental ainda mais para os soviéticos.  Os protestos poloneses seguidos pelo outubro polonês e a revolução húngara em 1956 deram algum apoio à ideia de Brzezinski de que os europeus orientais poderiam gradualmente conter a dominação soviética. Em 1957, ele visitou a Polônia pela primeira vez desde que partiu quando criança, e sua visita reafirmou seu julgamento de que as divisões dentro do bloco oriental eram profundas. Ele desenvolveu ideias que chamou de "engajamento pacífico". Brzezinski naturalizou-se cidadão americano em 1958. 
Logo depois que Harvard concedeu um cargo de professor associado em 1959 a Henry Kissinger em vez dele,  Brzezinski mudou-se para a cidade de Nova York para lecionar na Universidade de Columbia.  Aqui ele escreveu Bloco Soviético: Unidade e Conflito, que se concentrou na Europa Oriental desde o início da Guerra Fria. Ele também ensinou a futura secretária de Estado Madeleine Albright, que, como a esposa de Brzezinski, Emilie, era descendente de tchecos e a quem ele também orientou durante seus primeiros anos em Washington.  Ele também se tornou membro do Conselho de Relações Exteriores em Nova York e se juntou ao Grupo Bilderberg. 
Durante as eleições presidenciais dos Estados Unidos em 1960 , Brzezinski foi conselheiro da campanha de John F. Kennedy , defendendo uma política não antagônica em relação aos governos do Leste Europeu. Vendo a União Soviética como tendo entrado em um período de estagnação, tanto econômica quanto política, Brzezinski previu um futuro colapso da União Soviética ao longo das linhas de nacionalidade (expandindo sua tese de mestrado). 
Como estudioso, ele desenvolveu seus pensamentos ao longo dos anos, elaborando teorias fundamentais sobre relações internacionais e geoestratégia . Durante a década de 1950, ele trabalhou na teoria do totalitarismo. Seu pensamento na década de 1960 se concentrou na compreensão ocidental mais ampla da desunião no bloco soviético , bem como no desenvolvimento da tese da degeneração intensificada da União Soviética. Durante a década de 1970, ele propôs que o sistema soviético era incapaz de evoluir além da fase industrial para a era "tecnetrônica". 
Brzezinski continuou a defender e apoiar a détente nos anos seguintes, publicando "Peaceful Engagement in Eastern Europe" (Engajamento pacífico na Europa Oriental" em Foreign Affairs  e continuou a apoiar políticas não antagônicas após a Crise dos Mísseis de Cuba, alegando que tais políticas poderiam desiludir as nações da Europa Oriental de seu medo de uma Alemanha agressiva e pacificar os europeus ocidentais com medo de um compromisso de superpotência nos moldes da Conferência de Yalta. Em um livro de 1962, Brzezinski argumentou contra a possibilidade de uma divisão sino-soviética, dizendo que seu alinhamento "não estava se dividindo e provavelmente não se dividiria". 
Em 1964, Brzezinski apoiou a campanha presidencial de Lyndon Johnson e a Grande Sociedade e as políticas de direitos civis , enquanto, por outro lado, ele via a liderança soviética como tendo sido expurgada de qualquer criatividade após a deposição de Khrushchev. Através de Jan Nowak-Jezioranski, Brzezinski se encontrou com Adam Michnik , futuro ativista polonês do Solidariedade. 
Brzezinski continuou a apoiar o envolvimento com os governos da Europa Oriental, enquanto alertava contra a visão de De Gaulle de uma "Europa do Atlântico aos Urais ". Ele também apoiou a Guerra do Vietnã . Em 1966, Brzezinski foi nomeado para o Conselho de Planejamento de Políticas do Departamento de Estado dos EUA (o discurso do presidente Johnson em 7 de outubro de 1966, "Construção de pontes" foi um produto da influência de Brzezinski). Em 1968, Brzezinski renunciou ao conselho em protesto contra a expansão da guerra pelo presidente Johnson.  Em seguida, ele se tornou um conselheiro de política externa do vice-presidente Hubert Humphreu. 
Os eventos na Tchecoslováquia reforçaram ainda mais as críticas de Brzezinski à postura agressiva da direita em relação aos governos do Leste Europeu. Seu serviço ao governo Johnson e sua viagem de investigação ao Vietnã fizeram dele um inimigo da Nova Esquerda. 
Para a campanha presidencial dos Estados Unidos em 1968 , Brzezinski foi presidente da Força-Tarefa de Política Externa de Humphrey. Brzezinski convocou uma conferência pan-europeia, uma ideia que acabaria por ser concretizada em 1973 como a Conferência para Segurança e Cooperação na Europa.  Enquanto isso, ele se tornou um dos principais críticos do condomínio Nixon - Kissinger détente, bem como do pacifismo de George McGovern. 

## A Comissão Trilateral
Em seu artigo de 1970, no livro "Between Two Ages: America's Role in the Technetronic Era" (Entre Duas Eras: O papel dos EUA na Era Tectrônica) , Brzezinski argumentou que uma política coordenada entre as nações desenvolvidas era necessária para combater a instabilidade global decorrente da crescente desigualdade econômica . A partir desta tese, Brzezinski co-fundou a Comissão Trilateral com David Rockefeller, atuando como diretor de 1973 a 1976.  A Comissão Trilateral é um grupo de proeminentes líderes políticos e empresariais e acadêmicos principalmente dos Estados Unidos, Europa Ocidental e Japão. Seu objetivo era fortalecer as relações entre as três regiões industrialmente mais avançadas do mundo capitalista. Em 1974, Brzezinski selecionou o governador da Geórgia, Jimmy Carter, como membro. 

## Conselheiro do presidente Carter
Carter anunciou sua candidatura para a campanha presidencial de 1976 para uma mídia cética e se proclamou um "aluno ansioso" de Brzezinski.  Brzezinski tornou-se o principal conselheiro de política externa de Carter no final de 1975. Ele se tornou um crítico ferrenho do excesso de confiança de Nixon-Kissinger na détente, uma situação preferida pela União Soviética, favorecendo o processo de Helsinque, que se concentrava nos direitos humanos, direito internacional e engajamento pacífico na Europa Oriental. Brzezinski foi considerado a resposta dos democratas ao republicano Henry Kissinger.  Carter contratou seu atual oponente à presidência, Gerald Ford, em debates de política externa, contrastando a visão Trilateral com a détente de Ford. 
Após sua vitória em 1976, Carter nomeou Brzezinski Conselheiro de Segurança Nacional. No início daquele ano, grandes distúrbios trabalhistas eclodiram na Polônia, lançando as bases para o Solidariedade. Brzezinski começou enfatizando os direitos humanos da "Cesta III" na Ata Final de Helsinque, que inspirou a Carta 77 na Tchecoslováquia logo depois. 
Brzezinski ajudou a escrever partes do discurso de posse de Carter, e isso serviu ao seu propósito de enviar uma mensagem positiva aos dissidentes soviéticos.  A União Soviética e os líderes da Europa Ocidental reclamaram que esse tipo de retórica ia contra o "código de détente" que Nixon e Kissinger haviam estabelecido.  Brzezinski concorreu contra membros de seu próprio Partido Democrata que discordavam dessa interpretação de détente, incluindo o secretário de Estado Cyrus Vance. 
Vance defendeu menos ênfase nos direitos humanos, a fim de obter o acordo soviético para as Negociações de Limitação de Armas Estratégicas (SALT), enquanto Brzezinski preferia fazer as duas coisas ao mesmo tempo. Brzezinski então ordenou transmissores da Radio Free Europe para aumentar o poder e a área de suas transmissões, uma reversão provocativa das políticas de Nixon-Kissinger. O chanceler da Alemanha Ocidental, Helmut Schmidt, se opôs à agenda de Brzezinski, chegando a pedir a remoção da Rádio Europa Livre do solo alemão.  
Durante os governos Carter (e Reagan), o acesso de Armand Hammer, industrial do petróleo e defensor do comércio soviético, ao Salão Oval foi bloqueado. Brzezinski afirmou que "fez o que foi necessário para mantê-lo fora da Casa Branca".  O Departamento de Estado ficou alarmado com o apoio de Brzezinski aos dissidentes na Alemanha Oriental e se opôs à sua sugestão de que a primeira visita de Carter ao exterior fosse à Polônia. Ele visitou Varsóvia e se encontrou com o cardeal Stefan Wyszynski (contra a objeção do embaixador dos Estados Unidos na Polônia), reconhecendo a Igreja Católica Romana como a oposição legítima ao regime comunista na Polônia. 
Em 1978, Brzezinski e Vance estavam cada vez mais em desacordo sobre a direção da política externa de Carter. Vance procurou continuar o estilo de détente engendrado por Nixon-Kissinger, com foco no controle de armas. Brzezinski acreditava que a détente encorajava os soviéticos em Angola e no Oriente Médio e, portanto, defendia o aumento da força militar e a ênfase nos direitos humanos. Vance, o Departamento de Estado e a mídia criticaram Brzezinski publicamente por tentar reviver a Guerra Fria. Brzezinski aconselhou Carter em 1978 a envolver a República Popular da China e viajou a Pequim para estabelecer as bases para a normalização das relações entre os dois países. Isso também resultou no corte de laços com o aliado anticomunista de longa data dos Estados Unidos, a República da China (Taiwan). 
Em 1979 dois grandes eventos estrategicamente importantes: a derrubada do aliado dos EUA, o xá do Irã, e a invasão soviética do Afeganistão. A Revolução Iraniana precipitou a crise dos reféns no Irã que duraria pelo resto da presidência de Carter. Brzezinski antecipou a invasão soviética e, com o apoio da Arábia Saudita, do Paquistão e da República Popular da China, criou uma estratégia para minar a presença soviética. Usando essa atmosfera de insegurança, Brzezinski levou os Estados Unidos a um novo acúmulo de armas e ao desenvolvimento das Forças de Desdobramento Rápido — políticas que agora são mais geralmente associadas à presidência de Reagan. 
Em 1979, os soviéticos intervieram na Segunda Guerra Iemenita. O apoio soviético ao Iêmen do Sul constituiu um "choque menor", em conjunto com as tensões que aumentavam devido à Revolução Iraniana. Isso desempenhou um papel na mudança do ponto de vista de Carter sobre a União Soviética para um mais assertivo, uma mudança que finalizou com a Guerra Soviético-Afegã.  Brzezinski insistia constantemente na restauração do Xá do Irã ao poder ou em uma tomada militar, independentemente dos custos de curto prazo em termos de valores. 
Em 9 de novembro de 1979, Brzezinski foi acordado às 3 da manhã por um telefonema com uma mensagem surpreendente: os soviéticos haviam acabado de lançar 250 armas nucleares contra os Estados Unidos. Minutos depois, Brzezinski recebeu outra ligação: o sistema de alerta precoce na verdade mostrava 2.000 mísseis indo em direção aos Estados Unidos.  Enquanto Brzezinski se preparava para telefonar para o presidente Jimmy Carter para planejar uma resposta em grande escala, ele recebeu uma terceira ligação: foi um alarme falso. Uma fita de treinamento de alerta antecipado gerando indicações de um ataque nuclear soviético em larga escala foi de alguma forma transferida para a rede de alerta antecipado real, o que desencadeou uma corrida muito real. 
Brzezinski, agindo sob a presidência de um pato manco de Carter - mas encorajado pelo fato de o Solidariedade na Polônia ter justificado seu estilo de engajamento com a Europa Oriental - assumiu uma postura linha-dura contra o que parecia ser uma invasão soviética iminente da Polônia. Ele até fez um telefonema à meia-noite para o Papa João Paulo II (cuja visita à Polônia em 1979 prenunciava o surgimento do Solidariedade) avisando-o com antecedência. A postura dos EUA foi uma mudança significativa em relação às reações anteriores à repressão soviética na Hungria em 1956 e na Tchecoslováquia em 1968. Brzezinski desenvolveu a Doutrina Carter que comprometeu os Estados Unidos a usar a força militar na defesa do Golfo Pérsico.  Em 1981, o presidente Carter presenteou Brzezinski com a Medalha Presidencial da Liberdade.